# CBエストゥディアンテス
クルブ・エストゥディアンテスSAD（Club Estudiantes, S.A.D.）、略称CBエストゥディアンテス（CB Estudiantes）は、スペイン・マドリードを本拠地とするプロバスケットボールチームである。2023-2024シーズンはLEBオロに所属している。

## 概略
1948年創設。ホームアリーナはパラシオ・デ・デポルテス。
リーガACBでの優勝はまだないが、コパ・デル・レイで3度優勝（1962-63, 1991-92, 1999-2000）しており、1992年にはユーロリーグファイナル4に進出している。

## 歴代ヘッドコーチ
- ペップ・エルナンデス(1994-2006)

## 過去の成績
| シーズン  | リーグ                   | 順位 |
| --------- | ------------------------ | ---- |
| 1956-57   | プリメーラ・ディビシオン | 5位  |
| 1957-58   | プリメーラ・ディビシオン | 5位  |
| 1958-59   | プリメーラ・ディビシオン | 6位  |
| 1959-60   | プリメーラ・ディビシオン | 10位 |
| 1960-61   | プリメーラ・ディビシオン | 7位  |
| 1961-62   | プリメーラ・ディビシオン | 3位  |
| 1962-63   | プリメーラ・ディビシオン | 2位  |
| 1963-64   | プリメーラ・ディビシオン | 5位  |
| 1964-65   | プリメーラ・ディビシオン | 4位  |
| 1965-66   | プリメーラ・ディビシオン | 6位  |
| 1966-67   | プリメーラ・ディビシオン | 3位  |
| 1967-68   | プリメーラ・ディビシオン | 2位  |
| 1968-69   | プリメーラ・ディビシオン | 5位  |
| 1969-70   | プリメーラ・ディビシオン | 5位  |
| 1970-71   | プリメーラ・ディビシオン | 8位  |
| 1971-72   | プリメーラ・ディビシオン | 5位  |
| 1972-73   | プリメーラ・ディビシオン | 4位  |
| 1973-74   | プリメーラ・ディビシオン | 4位  |
| 1974-75   | プリメーラ・ディビシオン | 7位  |
| 1975-76   | プリメーラ・ディビシオン | 4位  |
| 1976-77   | プリメーラ・ディビシオン | 6位  |
| 1977-78   | プリメーラ・ディビシオン | 7位  |
| 1978-79   | プリメーラ・ディビシオン | 4位  |
| 1979-80   | プリメーラ・ディビシオン | 8位  |
| 1980-81   | プリメーラ・ディビシオン | 2位  |
| 1981-82   | プリメーラ・ディビシオン | 11位 |
| 1982-83   | プリメーラ・ディビシオン | 10位 |
| 1983-84   | リーガACB                | 13位 |
| 1984-85   | リーガACB                | 7位  |
| 1985-86   | リーガACB                | 5位  |
| 1986-87   | リーガACB                | 5位  |
| 1987-88   | リーガACB                | 5位  |
| 1988-89   | リーガACB                | 10位 |
| 1989-90   | リーガACB                | 4位  |
| 1990-91   | リーガACB                | 3位  |
| 1991-92   | リーガACB                | 3位  |
| 1992-93   | リーガACB                | 4位  |
| 1993-94   | リーガACB                | 4位  |
| 1994-95   | リーガACB                | 7位  |
| 1995-96   | リーガACB                | 3位  |
| 1996-97   | リーガACB                | 3位  |
| 1997-98   | リーガACB                | 5位  |
| 1998-99   | リーガACB                | 4位  |
| 1999-2000 | リーガACB                | 3位  |
| 2000-01   | リーガACB                | 6位  |
| 2001-02   | リーガACB                | 4位  |
| 2002-03   | リーガACB                | 4位  |
| 2003-04   | リーガACB                | 2位  |
| 2004-05   | リーガACB                | 4位  |
| 2005-06   | リーガACB                | 8位  |
| 2006-07   | リーガACB                | 9位  |
| 2007-08   | リーガACB                | 14位 |
| 2008-09   | リーガACB                | 13位 |
| 2009-10   | リーガACB                | 7位  |
| 2010-11   | リーガACB                | 12位 |
| 2011-12   | リーガACB                | 17位 |
| 2012-13   | リーガACB                | 12位 |
| 2013-14   | リーガACB                | 16位 |
| 2014-15   | リーガACB                | 13位 |

## 主な歴代所属選手
- カルロス・ヒメネス
- フェリペ・レジェス
- セルヒオ・ロドリゲス
- フアンチョ・エルナンゴメス
- J・J・バレア
- ジェイソン・グレンジャー
- ルーカス・ノゲイラ
- ニコラス・ラプロビットラ
- ケビン・ラーセン
- シェーン・ウィティングトン
- セドリック・シモンズ
- ヴィクトル・サニキゼ
- ゾルターン・ペルル
- サノ・ウードリック
- ウロシュ・スローカー
- ジョン・ロバーソン
- ヴィタリー・ポタペンコ
- アレッサンドロ・ジェンティーレ
- エドウィン・ジャクソン
- ダニエル・クラーク
- オンドレイ・バルヴィン
- テリー・ストッツ
- ウィリアム・マクドナルド
- フィル・プレッシー
- トニー・ダグラス
- ジェームズ・ナナリー
- ボー・アウトロー
- リッキー・ウィンズロー （ジャスティス・ウィンズローの父親）
- アダム・キーフ
- ブレイク・アハーン
- フローレン・ピートラス